# Куп Мађарске у фудбалу 2017/18.
Куп Мађарске у фудбалу 2017/18. (мађ. 2017–2018-es magyar labdarúgókupa) је било 78. издање серије, на којој је екипа ФК Ујпешта тријумфовала по 10. пут. У складу са одлуком МЛС, тимови из НБ I и НБ II су се укључили у такмичење у шестом колу 20. септембра 2017. године. Освајач купа Ујпешт могао је да стартује у 1. колу квалификација за Лигу Европе 2018/19.

## Четвртфинале[4]
| Тим #1                    | рез.     | Тим #2         | прва утакмица | друга утакмица |
| ------------------------- | -------- | -------------- | ------------- | -------------- |
| 13. март и 4. април 2018. |          |                |               |                |
| ФК Пушкаш aкадемија       | 3 : 1    | ФК Диошђер ВТК | 0 : 1         | 3 : 0          |
| ФК Ујпешт                 | 4 : 4 гг | ФК МТК         | 2 : 1         | 2 : 3          |
| 14. март и 3. април 2018. |          |                |               |                |
| ФК Хонвед                 | 1 : 3    | ФК Дебрецин    | 0 : 0         | 1 : 3          |
| 14. март и 4. април 2018. |          |                |               |                |
| ФК Балмазујварош          | 7 : 1    | ФК Бекешчаба   | 5 : 0         | 2 : 1          |

## Полуфинале
| Тим #1                   | рез.  | Тим #2           | прва утакмица | друга утакмица |
| ------------------------ | ----- | ---------------- | ------------- | -------------- |
| 17. април и 9. мај 2018. |       |                  |               |                |
| ФК Ујпешт                | 2 : 1 | ФК Балмазујварош | 2 : 1         | 0 : 0          |
| 18. април и 8. мај 2018. |       |                  |               |                |
| ФК Пушкаш aкадемија      | 4 : 2 | ФК Дебрецин      | 4 : 0         | 0 : 2          |

## Финале
Одиграна је само једна утакмица у финалу и ФК Ујпешт је освојио титулу шампиона.
| 23. мај 2018.       |                                    |           |
| ФК Пушкаш aкадемија | 2 : 2, (2 : 2) п.с.н. (4 : 5) пен. | ФК Ујпешт |

| ФК Пушкаш aкадемија (НБ I)                                                                              | 2 : 2 (п. с. н.) | ФК Ујпешт (НБ I)                                                                                  |
| --- | ---------------- | ------------------------------------------------------------------------------------------------- |
| - Јосип Кнежевић 38’ - Антонио Перошевић 66’                                                            | Извештај         | - Донат Жотер 55’ - Мијушко Бојовић 63’                                                           |
| Пенали                                                                                                  |                  |                                                                                                   |
| - Антонио Перошевић - Стипе Бачелић-Гргић - Улисе Дијало - Езекијел Хенти - Балаж Балог - Јанош Хегедиш | 4 : 5            | - Винсент Оново - Роберт Литауски - Аласан Диало - Бенјамин Балаж - Донат Жотер - Мијушко Бојовић |